# Fáustulo

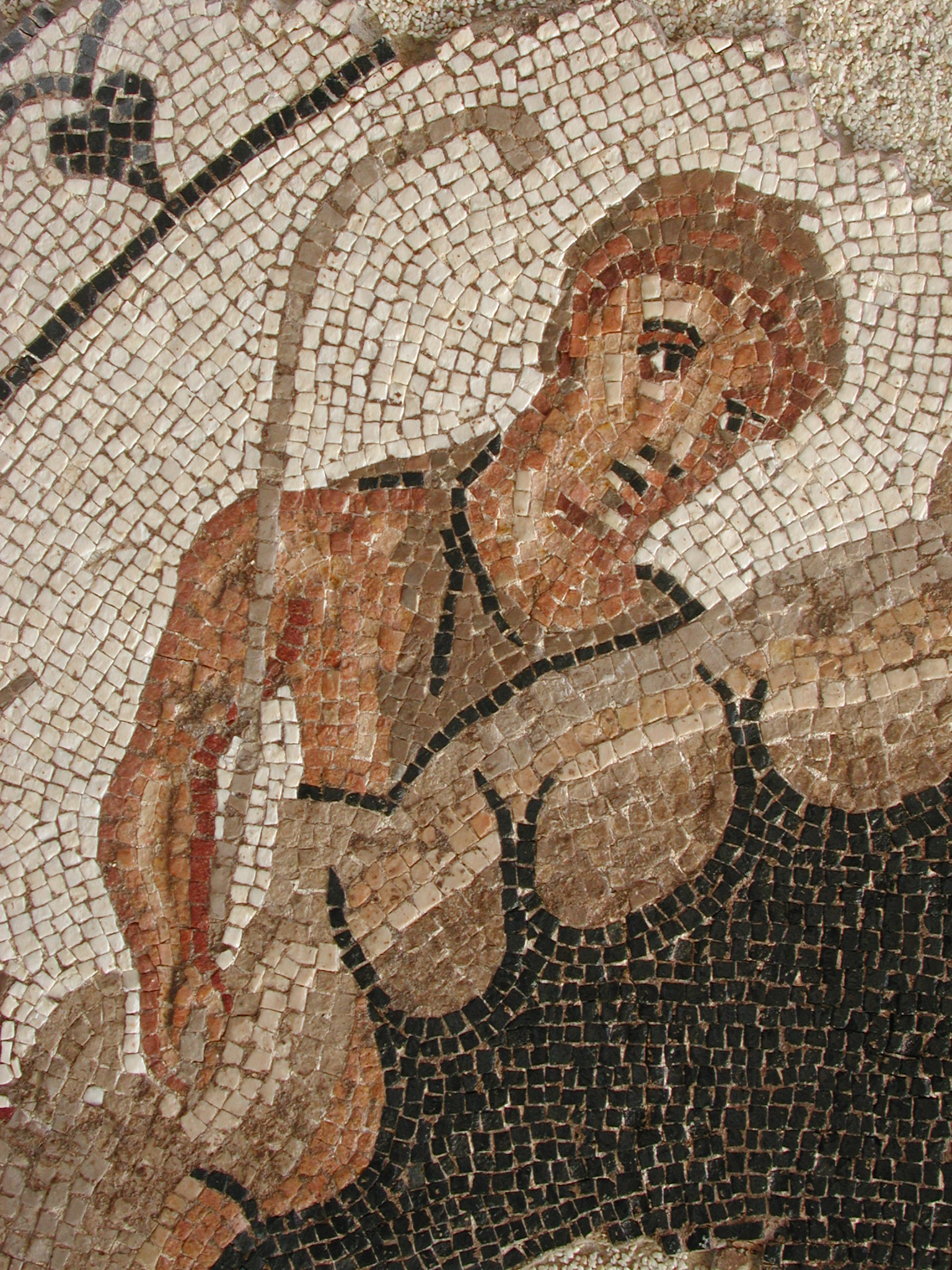
Fáustulo representado en el Mosaico de Font de Mussa, conservado en el Museu de Prehistòria de València.

Fáustulo (en latín Faustulus) fue, en la mitología romana, el pastor que encontró y crio a los gemelos Rómulo y Remo, hijos de dios Marte y de Rea Silvia, quienes, ya adultos, se convertirían en los fundadores de Roma.

## Leyenda
Según la leyenda sobre la fundación de Roma, Amulio, usurpador del trono de Alba Longa, había derrocado a su hermano mayor Numitor. Después de asesinar a todos los hijos varones de éste, ordenó a la única hija de Numitor, Rea Silvia, que se hiciera vestal. A pesar de ello, Rea Silvia concibió del dios Marte a los gemelos Rómulo y Remo, siendo por ello condenada a ser enterrada viva, pena reservada a las vestales que rompían su voto de castidad. 
Amulio mandó arrojar a los gemelos en una cesta al río Tíber para que perecieran ahogados, pero la cesta embarrancó cerca del monte Palatino, en el lugar donde años después Rómulo y Remo fundarían Roma, la Ciudad Eterna. Los llantos de los pequeños atrajeron a una loba, conocida en la tradición como Luperca, que los amamantó. Un pastor llamado Fáustulo encontró a los niños cuando estaban siendo amamantados por la loba, los recogió y los llevó a su casa, donde, junto a su esposa Aca Larentia, los crio hasta que estos llegaron a la edad adulta, y, ya conscientes de su alta cuna, regresaron a Alba Longa para vengarse de Amulio

## Otros datos
En algunas versiones del mito, Larentia habría sido una prostituta (en latín, lupa, la misma palabra que se utiliza para "loba"). El nombre Fáustulo fue más tarde reclamado por una familia romana, uno de cuyos miembros acuñó una moneda que mostraba al pastor Fáustulo con los gemelos y la loba.

## Fuente clásica
- Tito Livio, Historia de Roma desde su fundación I, 3-5.